# Средњи Коњари
Средњи Коњари (мкд. Средно Коњари) су насеље у Северној Македонији, у северном делу државе. Средњи Коњари припадају општини Петровец, која окупља источна предграђа Града Скопља.

## Географија
Средњи Коњари су смештени у северном делу Северне Македоније. Од најближег већег града, Скопља, насеље је удаљено 32 km источно.
Насеље Средњи Коњари је у оквиру историјске области Блатија, која се обухвата источни део Скопског поља. Насеље је смештено на источном ободу поља, у долини Пчиње. Западно од насеља издиже се брежуљкаст крај Которци, док се источно издиже Градиштанска планина. Надморска висина насеља је приближно 250 метара.
Месна клима је измењена континентална са мањим утицајем Егејског мора (жарка лета).

## Становништво
Средњи Коњари су према последњем попису из 2002. године имали 1.140 становника.
Претежно становништво су Албанци (59%), а мањина су Бошњаци (35%) и Турци (5%). До почетка 20. века већинско становништво у селу били су Турци, који су се потом спонтано иселили у матицу.
Већинска вероисповест је ислам.